# Акулова, Наталья Евгеньевна
Наталья Евгеньевна Акулова (1 апреля 1940 — 23 июля 2023) — педагог, доцент, кандидат искусствоведения, театральный деятель. Почётный профессор кафедры режиссуры и мастерства актёра музыкального театра ГИТИСа.

## Биография
Родилась 1 апреля 1940 года в семье советского дирижёра и педагога, народного артиста России Евгения Акулова.
Окончила Музыкальное училище при Московской консерватории по специальности фортепиано.
С 1960 года преподавала вместе со своим отцом «Анализ музыкальной драматургии» для режиссёров музыкального театра на кафедре режиссуры и мастерства актёра музыкального театра ГИТИСа.

в ГИТИСе Акулова Наталья Евгеньевна преподает анализ оперной драматургии. И преподает сильно и серьезно. Режиссеров подготавливают к осознанию профессии, к тому, что в нашей профессии главное — уважение к замыслу композитора.— Филипп Разенков, режиссёр, худрук Свердловской музкомедии, лауреат премии «Золотая Маска» (2019)
В 1968 году окончила театроведческий факультет ГИТИСа.
В 1982 году присвоена учёная степень кандидата искусствоведения, а в 1997 году — звание доцента.
Почётный профессор ГИТИСа.
Среди учеников Натальи Евгеньевны Акуловой — художественный руководитель театра «Геликон-опера» Дмитрий Бертман, художественный руководитель Московского государственного академического детского музыкального театра имени Н. И. Сац Георгий Исаакян, режиссеры Дмитрий Черняков, Василий Бархатов, Дмитрий Белянушкин, Филипп Разенков, Павел Сорокин.
Умерла в июле 2023 года. Похоронена на Троекуровском кладбище.

## Публикации
- Акулова Н. Е. — В авторском варианте (опера «Борис Годунов» в театре «Эстония») // Советская культура, 20 марта 1981
- Акулова Н. Е. — Процесс постижения Вл. И.Немировичем-Данченко основных законов режиссуры музыкального театра, автореферат. — М., ГИТИСД, 1982